# Dacnis flaviventer
El dacnis ventriamarillo (en Ecuador) (Dacnis flaviventer), también denominado dacnis pechiamarilla (en Colombia), mielero vientre amarillo (en Venezuela) o dacnis de vientre amarillo (en Perú), es una especie de ave paseriforme de la familia Thraupidae, perteneciente al  género Dacnis. Es nativo de América del Sur, en la cuenca amazónica y del Orinoco.

## Distribución y hábitat
Se distribuye ampliamente por el sur y sureste de Colombia, suroeste y centro de Venezuela, este de Ecuador, este de Perú, hasta el oeste de Bolivia, y en el occidente y sur de la Amazonia brasileña (al sur del río Amazonas).
Esta especie es considerada localmente bastante común en sus hábitats naturales: el dosel y los bordes de selvas húmedas de tierras bajas, especialmente en los bosques de várzea, hasta los 800 m de altitud.

## Descripción
Mide 12,5 cm de longitud. El iris es rojo. El macho presenta corona y nuca color verde; su plumaje es amarillo en las partes inferiores y la grupa, con máscara, alas y cola negras. La hembra presenta las partes superiores color pardo oliváceo; las partes inferiores gris claro con matices pardos o amarillentos y unas pocas estrías oscuras.

## Comportamiento
Suele verse en parejas, aunque en ocasiones se la puede ver en bandos junto con otras especies. Generalmente cerca de cursos de agua.

### Alimentación
Se alimenta de insectos, pequeños frutos y de néctar de las flores.

### Reproducción
LLega a la madurez sexual a los diez meses. La hembra pone entre dos y tres huevos y los polluelos nacen después de trece días.

## Sistemática

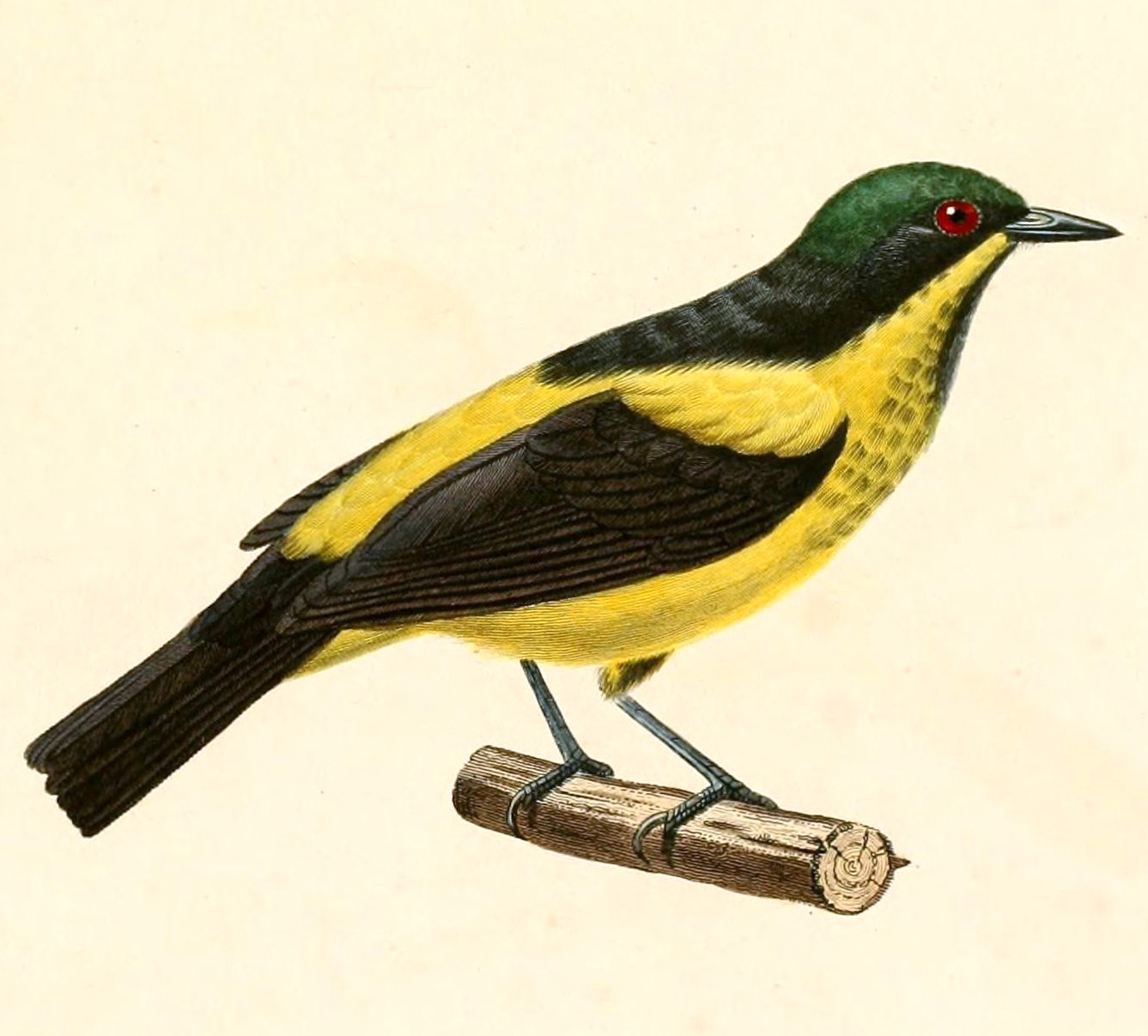
Dacnis flaviventer (macho), ilustración en d'Orbigny Voyage dans l'Amérique méridionale, 1847.

### Descripción original
La especie D. flaviventer fue descrita por primera vez por los ornitólogos franceses Alcide d'Orbigny y Frédéric de Lafresnaye en 1837 bajo el mismo nombre científico; su localidad tipo es: «Yuracares, Bolivia».

### Etimología
El nombre genérico femenino Dacnis deriva de la palabra griega «daknis», tipo de ave de Egipto, no identificada, mencionada por Hesiquio y por el gramático Sexto Pompeyo Festo; y el nombre de la especie «flaviventer» se compone de las palabras del latín  «flavus»: amarillo, y «ventris, venter»: vientre.

### Taxonomía
Los amplios estudios filogenéticos recientes demuestran que la presente especie es pariente próxima de Dacnis cayana, y el par formado por ambas es próximo a un clado integrado por Dacnis hartlaubi y D. viguieri + D. lineata. Es monotípica.